# 66. pehotna divizija (ZDA)
66. pehotna divizija (izvirno angleško 66th Infantry Division) je bila pehotna divizija Kopenske vojske ZDA.